# Z(4430)
Z (4430) — мезонный резонанс, обнаруженный в эксперименте Belle, с массой 4430 МэВ. Резонансная природа пика была подтверждена экспериментом LHCb со значением не менее 13,9 σ. Частица заряжена и, как считается, имеет кварковый состав ccdu, что делает её кандидатом в тетракварки. Она имеет квантовые числа спиновой четности JP = 1+ .
Частица вместе с X(3872), Zc(3900) и Y(4140) является кандидатом в экзотические адроны и наблюдалась в многочисленных экспериментах, хотя это первая частица, подтвержденная как резонанс.